# Maison Janković à Valjevo
La maison Janković à Valjevo (en serbe cyrillique : Кућа Јанковића у Ваљеву ; en serbe latin : Kuća Jankovića u Valjevu) se trouve à Valjevo, dans le district de Kolubara en Serbie. Elle est inscrite sur la liste des monuments culturels protégés de la république de Serbie (identifiant no SK 1547),,,.

## Présentation

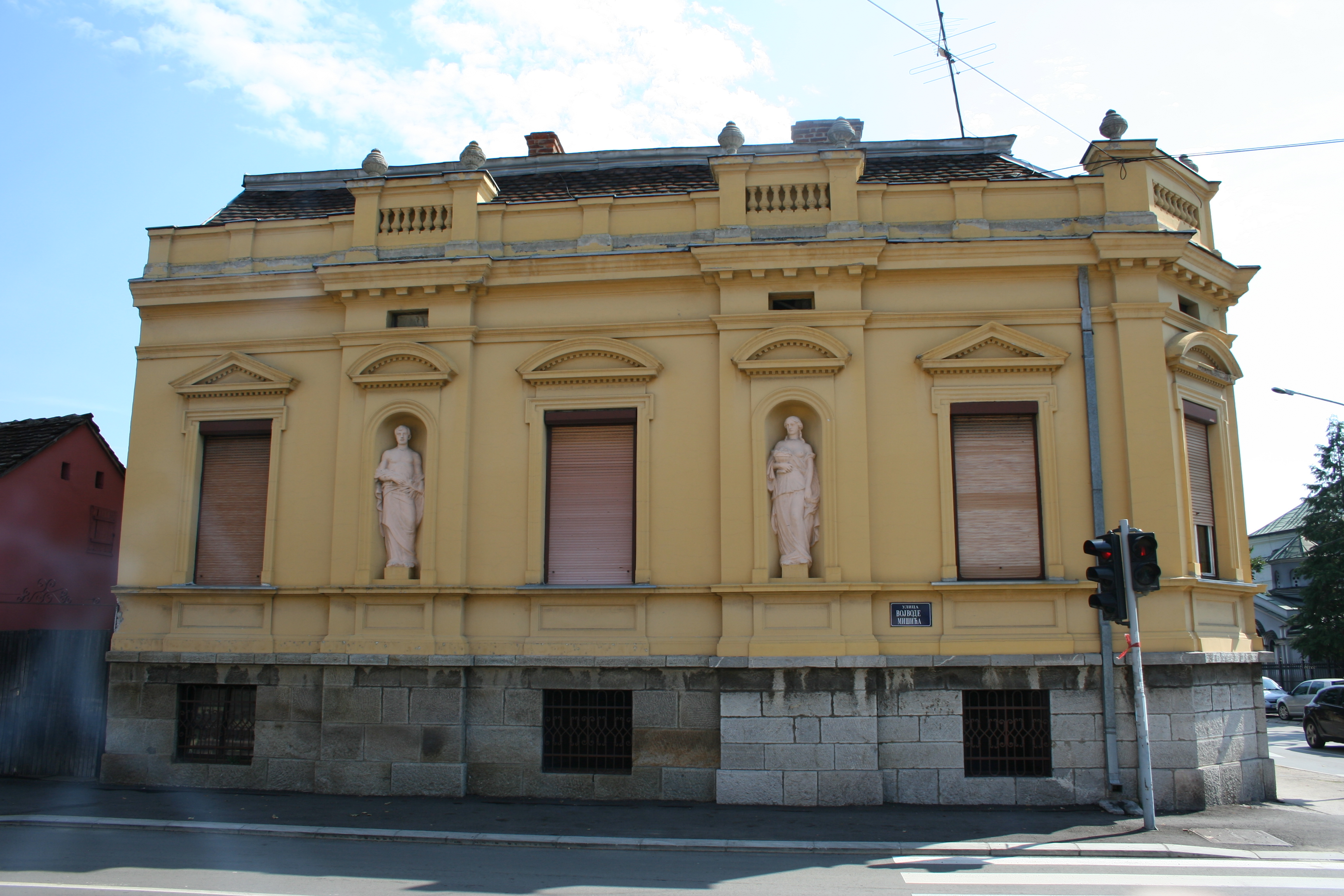
La façade de la rue Vojvode Mišića.

La maison, située à l'angle des actuelles rues Pantićeva et Vojvode Mišića, a été construite en 1928-1929 par l'entrepreneur Rista Aleksić, à une époque où il a vendu plusieurs bâtiments dans la ville de Valjevo ; cette maison classée a été vendue par Aleksić au docteur Panta Janković, dont les descendants habitent toujours dans les lieux. On ignore le nom de l'architecte qui a conçu le projet.
Cette maison d'angle possède une aile sur cour qui en permet l'accès. Constituée de deux appartements distincts, elle est dotée d'un sous-sol et d'un rez-de-chaussée élevé. Elle est construite en matériaux durs enduits de mortier peint en ocre. Les façades sont richement décorées d'éléments classiques façonnés en mortier. Parmi les plus importants figurent des niches abritant deux figures en pied, celles d'un homme et d'une femme, inspirées par les représentations de la sculpture romaine. Les fenêtres sont surmontées de frontons, alternativement triangulaires et en arc. Au-dessus du haut socle en pierres du bâtiment qui correspond au sous-sol courent deux cordons parallèles qui sont repris tout le long du toit. Un toit en tuiles à quatre pans recouvre l'édifice.
La maison est conservée dans son état d'origine, à l'exception d'une des fenêtres de la rue Pantićeva, modifiée après la Seconde Guerre mondiale.